# ZZ Ceti
Désignations
ZZ Ceti (en abrégé ZZ Cet) est une naine blanche à pulsations située à une distance de ∼ 107 a.l. (∼ 32,8 pc) du Soleil, dans la direction de la constellation australe de la Baleine.
L'objet est aussi connu sous la désignation Ross 548, d'après Frank E. Ross (1874-1960) qui l'a répertorié en septembre 1927. Sa variabilité n'a été découverte qu'en 1970 par Barry M. Lasker (1939-1999) et James E. Hesser. Il reçut sa désignation d'étoile variable ZZ Ceti (ZZ Cet) en septembre 1972.